# Olivetti Multisumma MC 4
La Multisumma MC 4 è una moltiplicatrice elettromeccanica  manuale scrivente realizzata dalla Olivetti.
È stata progettata da Riccardo Levi e Natale Capellaro per la parte meccanica e Marcello Nizzoli per il design.
La macchina deriva dalla Olivetti Summa MC 4, progettata dagli stessi Capellaro e Nizzoli e uscita l'anno prima, rispetto alla quale, oltre ad addizioni e sottrazioni, può svolgere le moltiplicazioni.